# Nadia Kløvedal Reich
Nadia Kløvedal Reich (født 9. august 1966 i København) er forfatter og udviklingsdirektør i Spekta A/S.  
I oktober 2023 debuterede hun med sin erindrings bog "Det bedste man kan sige" 
Fra 2014 til 2018 var hun forstander på Den Europæiske Filmhøjskole i Ebeltoft.
Fra 2008 til 2010 var hun kompetencechef og fra 2010 til 2014 Fiktionschef i DR, hvor hun blandt andet stod bag serierne Borgen, Forbrydelsen III, Arvingerne og julekalenderene Julestjerner.
Før DR var hun chef for konsulentenheden i statens center for kvalitet og kompetenceudvikling.
Nadia Kløvedal Reich er gift med Anders Engelbrecht, direktør for Spekta A/S.
Hun er datter af forfatter og samfundsdebattør Ebbe Kløvedal Reich og billedkunster Alice Møller Kristensen.